# Глухув-Гурни
Глухув-Гурни (пол. Głuchów Górny, нім. Ober-Glauche) — село в Польщі, у гміні Тшебниця Тшебницького повіту Нижньосілезького воєводства.
Населення — 411 осіб (2011).
У 1975-1998 роках село належало до Вроцлавського воєводства.

## Демографія
Демографічна структура станом на 31 березня 2011 року:
|          | Загалом | Допрацездатний вік | Працездатний вік | Постпрацездатний вік |
| -------- | ------- | ------------------ | ---------------- | -------------------- |
| Чоловіки | 203     | 40                 | 147              | 16                   |
| Жінки    | 208     | 40                 | 131              | 37                   |
| Разом    | 411     | 80                 | 278              | 53                   |